# La vie est une truite arc-en-ciel qui nage dans mon cœur
Albums de Cali
Le bruit de ma vie
(2009) Vernet-les-bains
(2012)
La vie est une truite arc-en-ciel qui nage dans mon cœur est le quatrième album studio de Cali, sorti le 15 novembre 2010.

## Généralités

### Genèse de titre de l'album
Selon Cali, le titre de l'album viendrait d'un ami pêcheur (un dénommé Fernand) qui, ravi de l'ouverture de la pêche, lui aurait envoyé un SMS à 6 heures du matin déclarant : « Je suis heureux. La vie est une truite arc-en-ciel qui nage dans mon cœur ». Le chanteur lui aurait répondu « Tu viens de trouver le titre de mon album ».

### Clip
Le clip du single L'amour fou a été réalisé avec la complicité de Rémi Gaillard. Le clip est en effet une compilation de caméras-cachées de l'humoriste où il apparaît déguisé en chien ou en papillon. Cali n'apparaît que très rarement dans ce clip : on ne voit que quelques images de sa prestation live dans l'émission présentée par Nagui et diffusée sur France 4, Taratata. Dans cette émission, Gaillard, déguisé en chien, le rejoint à la fin de l'interprétation de L'amour fou et se jette sur lui le faisant tomber à terre. Le clip se termine par la phrase « C'est en faisant n'importe quoi qu'on vit l'amour fou », détournant ainsi le célèbre proverbe de Rémi Gaillard lui-même : « C'est en faisant n'importe quoi, qu'on devient n'importe qui ».

### Critique
L'album a reçu un accueil mitigé de la part des critiques.
Le magazine Télérama dénombre plusieurs « hics » à commencer par le titre de l'album, qui partage le lecteur entre « le fou rire moqueur et la sincère inquiétude sur la santé mentale de l'artiste ». Le magazine évoque également un « goût démesuré du pathos » et la « théâtralité dégoulinante des mots et de la voix pour sensibiliser le public [qui] frisent souvent le ridicule ». Les références à Brel et Ferré virent selon le magazine au « pastiche ».
Les Inrockuptibles, pourtant dithyrambiques concernant les précédents albums studio du chanteur, restent muets sur ce quatrième album. Didier Varrod, qui signa l'ouvrage Rage ! (livre d'entreriens avec le chanteur), parle, dans sa chronique matinale Encore un matin sur France Inter, d'un « immense disque » « brut, rock et incisif ». Dans le magazine musical Serge, dont il est le rédacteur en chef, Didier Varrod poursuit l'éloge de ce quatrième album en utilisant pas moins de 29 adjectifs à la terminaison en 'ant' séparés par des virgules. Il utilise notamment les adjectifs « puissant », « jaillissant », « dévorant », « atomisant », « abondant », « vivant » mais aussi « énervant » et « insolent ». Il termine cette énumération ainsi : « Forcément. C'est le nouveau disque de Cali ».
Radio France internationale (RFI) note que Cali « ne fait rien dans la demi-mesure » et qu'on croirait presque l'album « a été enregistré pour déchaîner les railleries ». Finalement, RFI compare le disque à un « film de genre très codifié » : « on sait pourquoi on y va, on en connaît les travers mais c’est aussi ce qui en fait le sel ».

## Liste des chansons
| No  | Titre                                                                         | Durée |
| --- | ----------------------------------------------------------------------------- | ----- |
| 1.  | Je sais ta vie                                                                | 4:59  |
| 2.  | L'amour fou                                                                   | 4:45  |
| 3.  | Je te veux maintenant                                                         | 5:42  |
| 4.  | Cantona                                                                       | 4:17  |
| 5.  | Murano                                                                        | 3:31  |
| 6.  | Madame Butterfly                                                              | 5:08  |
| 7.  | Nous serons tous les deux (Enregistré à Prague)                               | 3:50  |
| 8.  | Ma douleur                                                                    | 5:10  |
| 9.  | Lettre au Ministre du saccage des familles et des jeunes existences dévastées | 5:14  |
| 10. | Je vais arrêter de boire                                                      | 4:03  |
| 11. | Mille ans d'ennui                                                             | 4:08  |
| 12. | Je regarde mes dix-sept ans                                                   | 3:49  |
| 13. | Je n'attends que la revanche                                                  | 7:23  |

## Version généreuse
Sortie le même jour, une édition collector présentée dans un coffret en carton noir propose, en plus de l'album:
- 9 cartes photos
- Un DVD: Tu honoreras ton erreur comme une intention cachée
- Un livre: Cali, l'insurgé de la république de Michel Reynaud
- Un deuxième album: Vous savez que je vous aime

| No | Titre                                                 | Durée |
| -- | ----------------------------------------------------- | ----- |
| 1. | On revient                                            | 3:42  |
| 2. | Il n'y a plus rien après l'amour                      | 3:13  |
| 3. | Ma femme                                              | 2:25  |
| 4. | La mort n'est rien à côté                             | 3:36  |
| 5. | Maudit bandit                                         | 4:32  |
| 6. | Putain de vie                                         | 5:10  |
| 7. | Dans mon ventre                                       | 4:46  |
| 8. | Sans titre (Je viens te chercher Enregistré à Prague) | 5:39  |
| 9. | C'est trop dur de t'aimer                             | 2:50  |